# العلاقات المكسيكية الأمريكية
يشير مصطلح العلاقات المكسيكية الأمريكية إلى العلاقات الدبلوماسية والاقتصادية التي تربط الولايات المتحدة الأمريكية بالمكسيك. يتشارك البلدان بحدود برية وبحرية. أُبرمت العديد من المعاهدات بين البلدين على المستوى الثنائي، كصفقة غادسدن، وعلى المستوى متعدد الأطراف، كاتفاقية التجارة الحرة لأمريكا الشمالية (النافتا)، ويعتبر كلا البلدين عضو في منظمات دولية مختلفة بما في ذلك منظمة الدول الأمريكية، والأمم المتحدة.
كانت للبلدين علاقات دبلوماسية واقتصادية وثيقة منذ أواخر القرن التاسع عشر، خلال فترة حكم الرئيس بورفيريو دياث (بين عامي 1876 و 1911). انفتحت المكسيك، خلال فترة حكم دياث الطويلة، على الاستثمار الأجنبي، إذ استثمر رجال الأعمال الأمريكيون في المكسيك بأعمال تربية المواشي والمؤسسات الزراعية والتعدين. لعبت الولايات المتحدة الأمريكية دورًا مهمًا في مسار الثورة المكسيكية (بين عامي 1910 و 1920)، من خلال الإجراءات المباشرة للحكومة الأمريكية في دعم أو رفض دعم الفصائل الثورية.
تشير الحدود الطويلة المشتركة بين البلدين إلى كون السلام والأمن في تلك المنطقة مهمان للأمن القومي للولايات المتحدة الأمريكية وللتجارة الدولية. تعتبر الولايات المتحدة الأمريكية أكبر شريك تجاري للمكسيك، فيما تعتبر المكسيك ثالث أكبر شريك تجاري للولايات المتحدة. بلغ إجمالي صادرات المكسيك، في عام 2010، 309.6 مليار دولار أمريكي، وصل ما نسبته 75% منها إلى أراضي الولايات المتحدة الأمريكية. يرتبط البلدان أيضًا ارتباطًا ديموغرافيًا، إذ يعيش ما يقارب مليون مواطن أمريكي في المكسيك، فيما تعتبر المكسيك أكبر مصدّر للمهاجرين إلى الولايات المتحدة الأمريكية. كانت الهجرة غير القانونية، والاتجار غير المشروع بالمواد المخدرة وبالأسلحة النارية من بين أسباب الخلاف بين الحكومتين، ولكنها كانت، في نفس الوقت، من أسباب التعاون بينهما.
على الرغم من إدانة المكسيك للهجمات الإرهابية التي وقعت في تاريخ 11 سبتمبر من عام 2001، وتقديمها للمساعدات الإغاثية الكبيرة للولايات المتحدة الأمريكية بعد إعصار كاترينا، لكن الحكومة المكسيكية، التي استمرت باتخاذها لموقف الحياد في الشؤون الدولية، اختارت عدم الانضمام النشط إلى الحرب -المثيرة للجدل- على الإرهاب وحرب العراق الأكثر إثارة للجدل، بدلًا من ذلك كانت الدولة الأولى في التاريخ التي تغادر بشكل رسمي وطوعي معاهدة البلدان الأمريكية للمساعدة المتبادلة في عام 2002، على الرغم من انضمامها لاحقًا إلى جوقة الولايات المتحدة في دعم التدخل العسكري في الحرب الأهلية الليبية.
أظهر استطلاع للرأي أجرته مؤسسة غالوب عام 2010 أن ما نسبته 4.4% من المكسيكيين الذين شملهم الاستطلاع، أي ما يقارب 6.6 مليون شخص، يقولون بأنهم سينتقلون بشكل دائم إلى الولايات المتحدة الأمريكية في حال أتحيت لهم الفرصة لذلك، ووفقًا لتقرير القيادة العالمية الأمريكي لعام 2012، وافق 37% من المكسيكيين على القيادة الأمريكية للعالم، بينما رفضها ما نسبته 27% منهم، أما نسبة غير المتأكدين من الإجابة على سؤال الاستطلاع فكانت 36%. أصبح الطلاب المكسيكيون، بدءًا من عام 2013، تاسع أكبر مجموعة من الطلاب الدوليين المقيمين في الولايات المتحدة، وشكلوا ما نسبته 1.7% من الطلاب الأجانب الذين تابعوا تعليمهم العالي في الولايات المتحدة. أثار انتخاب الرئيس الأمريكي دونالد ترامب، الذي أغضب الحكومة المكسيكية من خلال تهديداته التي وجهها للشركات التي تستثمر أموالها في المكسيك بدلًا من الولايات المتحدة الأمريكية ولعوده ببناء جدارٍ حدودي بين المكسيك والولايات والمتحدة وإجباره للمكسيك بتمويله، تساؤلات حول مستقبل العلاقة بين المكسيك والولايات المتحدة.
أظهر استطلاع، نُشر عام 2017 وأجراه مركز بيو للأبحاث، أن نظرة ما نسبته 65% من المكسيين تجاه الولايات المتحدة الأمريكية كانت سلبية، بينما ينظر 30% منهم إليها بطريقة إيجابية. مثّلت هذه الإحصائيات تراجعًا كبيرًا بالنسبة للولايات المتحدة عن إحصائيات عام 2015، قبل الانتخابات الرئاسية الأمريكية لعام 2016، عندما أظهر الاستطلاع أن نسبة المكسيكيين الذين ينظرون بطريقة إيجابية للولايات المتحدة الأمريكية 67%. أظهرت نتائج نفس الاستطلاع أيضًا أن نسبة المكسيكيين الذين يثقون بالرئيس الأمريكي الحالي، دونالد ترامب، 5% من مجمل المكسيكيين، في حين أن 93% منهم لا يثقون به.

## التاريخ
تشترك الولايات المتحدة الأمريكية مع الولايات المتحدة المكسيكية بعلاقة فريدة -ولكنها معقدة في الكثير من الأحيان. أُبرمت العديد من المعاهدات بين الدولتين في تاريخ مشترك بينهما في فترة ثورة تكساس (بين عامي 1835 و 1836)، والحرب المكسيكية الأمريكية (بين عامي 1846 و 1848)، كان أبرزها صفقة غادسدن، ومعاهدة (نافتا) متعددة الأطراف مع كندا ووبلدان أمريكا الشمالية. انضمت كل من المكسيك والولايات المتحدة الأمريكية إلى العديد من المنظمات الدولية كمنظمة الدول الأمريكية والأمم المتحدة. تُدار الخلافات الحدودية بين البلدين، إضافة إلى مسألة تخصيص المياه الحدودية بينهما، منذ عام 1889 من قبل لجنة الحدود والمياه الدولية، والتي تُدير أيضًا السدود الدولية ومرافق الصرف الصحي. باعتبارها نموذج للتعاون الدولي، تعرضت لجنة الحدود والمياه الدولي لشديد الانتقاد في العقود الأخيرة، كونها تمثل خطًا مؤسساتيًا تاريخيًا، تجاوز القضايا الاجتماعية والسياسية الحديثة. ما تزال قضايا الهجرة غير الشرعية وتجارة الأسلحة وتهريب المواد المخدرة موضع نزاع في العلاقة بين الولايات المتحدة الأمريكية والمكسيك في القرن الواحد والعشرين.  

### التاريخ المبكر
انبثقت العلاقة الأمريكية المكسيكية عن العلاقات السابقة التي ربطت الأمة الناشئة للولايات المتحدة الأمريكية مع الإمبراطورية الإسبانية وإقليم إسبانيا الجديدة التابع لها. شكلت المكسيك الحديثة المنطقة الأساسية لإقليم إسبانيا الجديدة في الوقت الذي حصلت فيه الولايات المتحدة الأمريكية على استقلالها من بريطانيا العظمى في حرب الاستقلال الأمريكية (التي استمرت بين عامي 1775 و 1783). كانت إسبانيا بمثابة حليف للمستعمرين الأمريكيين في تلك الحرب.
كانت قضية ملكية تكساس أهم جانب من جوانب العلاقات الأمريكية الإسبانية التي كان له تأثير بارز على العلاقات المستقبلية بين البلدين. ادّعت الولايات المتحدة الأمريكية في بداية القرن التاسع عشر أن تكساس جزء من أراضي ولاية لويزيانا، واستحوذت عليها الولايات المتحدة بشكل شرعي بعد شرائها لأراضي ولاية لويزيانا من فرنسا عام 1803. في الطرف المقابل، ادعى الإسبان عكس ذلك، إذ احتجوا على الإدعاءات الأمريكية بكون الحدود الغربية للوزيانا غير محددة بشكل واضح. حُل النزاع في عام 1819، بتوقيع البلدين على معاهدة آدمز- أونيس التي تخلت وفقها الولايات المتحدة عن مطالبها بضم تكساس، مقابل شرائها لفلوريدا الإسبانية.
حصلت إسبانيا الجديدة في عام 1821، على استقلالها عن إسبانيا، وتأسست الإمبراطورية المكسيكية الأولى تحت حكم أغوستين دي إتوربيدي، الذي قاتل في بادئ الأمر الجيش الملكي ضد المتمردين في حربه للاستقلال عن إسبانيا، وسرعان ما اعترفت الولايات المتحدة الأمريكية بالمكسيك المستقلة، وأقام البلدان علاقات دبلوماسية وعُين جويل بوينست كأول مبعوث أمريكي إلى المكسيك. في عام 1828، صادقت المكسيك والولايات المتحدة على الحدود المُحددة في معاهدة آدمز- أونيس، على الرغم من استياء بعض أركان الدولة الأمريكية من المعاهدة التي تخلت فيها الولايات المتحدة عن حقها بضم تكساس. كان بوينست، مؤيدًا لمبدأ مونرو، فقد كان مقتنعًا بأن الجمهورية هي الشكل الوحيد المقبول للحكومة لجميع دول القارتين الأمريكيتين، وحاول التأثير على حكومة أغوستين دي إتوربيدي التي بدأت بإظهار معالم الضعف والانقسام. أُرسل بوينست للتفاوض من أجل شراء أراضٍ جديدة بهدف ضمها للولايات المتحدة الأمريكية، بما في ذلك تكساس، ونيو مكسيكو وكاليفورنيا العليا إضافة إلى أجزاء من شبه جزيرة كاليفورنيا وسونورا وكواويلا ونويفو ليون، إّلا أنّ وزارة الخارجية المكسيكية، برئاسة خوان فرانسيسكو دي أزكاراتي، قابلت عرضَ بوينست بالرفض. تورط بوينست فيما بعد في الاضطرابات السياسية التي اشتعلت في البلاد إلى أن استُدعي في عام 1830. عمل بوينست على تعزيز المصالح الأمريكية في المسكيك من خلال السعي إلى تفضيل السلع الأمريكية على السلع البريطانية في محاولة منه للتعديل على الحدود بين الولايات المتحدة الأمريكية والمكسيك، وحثّ على اعتماد دستور مشابه لدستور الولايات المتحدة. غالبًا ما كان بوينست يتدخل في شؤون الجمهورية الحديثة، وأثار خلافات مع القائم بالأعمال البريطاني فيها، هنري جورج وارد. ظلت تكساس نقطة محورية في العلاقات بين الولايات المتحدة الأمريكية والمكسيك لعدة عقود. تأثرت العلاقة بين البلدين بالصراعات الداخلية الناشئة في كل منهما، فقد انطوت هذه الصراعات في المكسيك على المخاوف بشأن إنشاء حكومة مركزية، فيما تمحورت في الولايات المتحدة الأمريكية حول الجدل المتعلق بانتشار العبودية التي امتدت إلى تكساس المكسيكية. قام بعض المفكرين المكسيكين بعد ذلك، بمن فيهم خوسيه فاسكونسيلوس، بتحديد مصطلح البوينسيتية Poinsettismo، المستمد من اسم روبرت بوينسيت، للإشارة إلى أي تدخل أمريكي سياسي أو ثقافي في شؤون المكسيك أو بلاد أمريكا اللاتينية.

## منذ عام 1945
أدى التحالف بين المكسيك والولايات المتحدة خلال الحرب العالمية الثانية إلى جعل علاقة البلدين أكثر انسجامًا مع بعضهما البعض. التقى الرئيس المكسيكي مانويل أفيلا كماتشو شخصيًا مع كل من فرانكلين دي. روزفلت وهاري إس. ترومان، فساعد ذلك على ترسيخ العلاقات مع الولايات المتحدة. لم يكن أفيلا كماتشو قائدًا في الثورة المكسيكية بنفسه، وكان لديه آراء مؤيدة للأعمال وللدينية أكثر ملاءمة للولايات المتحدة في الوقت الذي حافظ فيه على الخطاب الثوري. أعاد ترومان بعض الرايات المكسيكية التي استولت عليها الولايات المتحدة في الصراع خلال زيارته مع أفيلا كاماتشو قبل الاحتفال بالذكرى المئوية للحرب المكسيكية الأمريكية؛ وأشاد بالطلاب العسكريين الذين لقوا حتفهم وهم يدافعون عن مكسيكو سيتي خلال الغزو.
أثرت نهاية الحرب العالمية الثانية على العلاقات الثنائية بين الولايات المتحدة والمكسيك؛ فأدى ذلك إلى انخفاض الطلب الأمريكي على العمالة المكسيكية عبر برنامج براسيرو للعمالة الأجنبية وعلى المواد الخام المكسيكية لتأجيج حرب كبرى. كانت هناك فرص اقتصادية أقل للعمال والمصدّرين المكسيكيين. كانت خزائن الحكومة في الوقت نفسه ممتلئة ودعمت التصنيع بعد الحرب. غيّر الحزب السياسي المهيمن اسمه إلى الحزب الثوري المؤسساتي في عام 1946، وشرع في الواقع، مع حفاظه على الخطاب الثوري، في التصنيع الذي تجاوز الخط الفاصل بين السياسات القومية والمؤيدة للأعمال التجارية. دعمت المكسيك سياسات الولايات المتحدة في الحرب الباردة، ولم تتحدى التدخل الأمريكي في غواتيمالا الذي أطاح بالرئيس اليساري جاكوبو أربينز.

### قضايا الحدود والمنطقة الحدودية
أبرمت الولايات المتحدة والمكسيك معاهدة في 14 يناير عام 1964 في عهد الرئيس المكسيكي أدولفو لوبيس ماتيوس لحل نزاع شاميزال حول الحدود بين البلدين، وذلك مع تنازل الولايات المتحدة عن المنطقة المتنازع عليها. حلت معاهدة الحدود لعام 1970 المزيد من القضايا العالقة بين البلدين.
استمرت القضايا القضائية المتعلقة بحقوق المياه في وادي ريو غراندي منذ ذلك الحين في إحداث توتر بين المزارعين على جانبي الحدود، وذلك وفقًا لعالم السياسة المكسيكي أرماند بيشارد سفردروب.

### اتفاقية التجارة الحرة لأمريكا الشمالية (منذ عام 1994 حتى الوقت الحاضر)
وقعت المكسيك والولايات المتحدة وكندا اتفاقية التجارة الحرة لأمريكا الشمالية (نافتا) في عام 1994 بهدف إزالة الحواجز أمام التجارة والاستثمار. شددت الولايات المتحدة والمكسيك منذ ذلك الحين على علاقاتهما الاقتصادية. تعد الولايات المتحدة أكبر شريك تجاري للمكسيك، ومثلت حوالي نصف الصادرات في عام 2008، وأكثر من نصف الواردات في عام 2009. أصبحت المكسيك ثالث أكبر شريك تجاري بعد كندا والصين اعتبارًا من يونيو عام 2010 بالنسبة للولايات المتحدة. بلغت التجارة الثنائية بين البلدين 521.5 مليار دولار أمريكي في عام 2017.

### الهجرة غير الشرعية من المكسيك

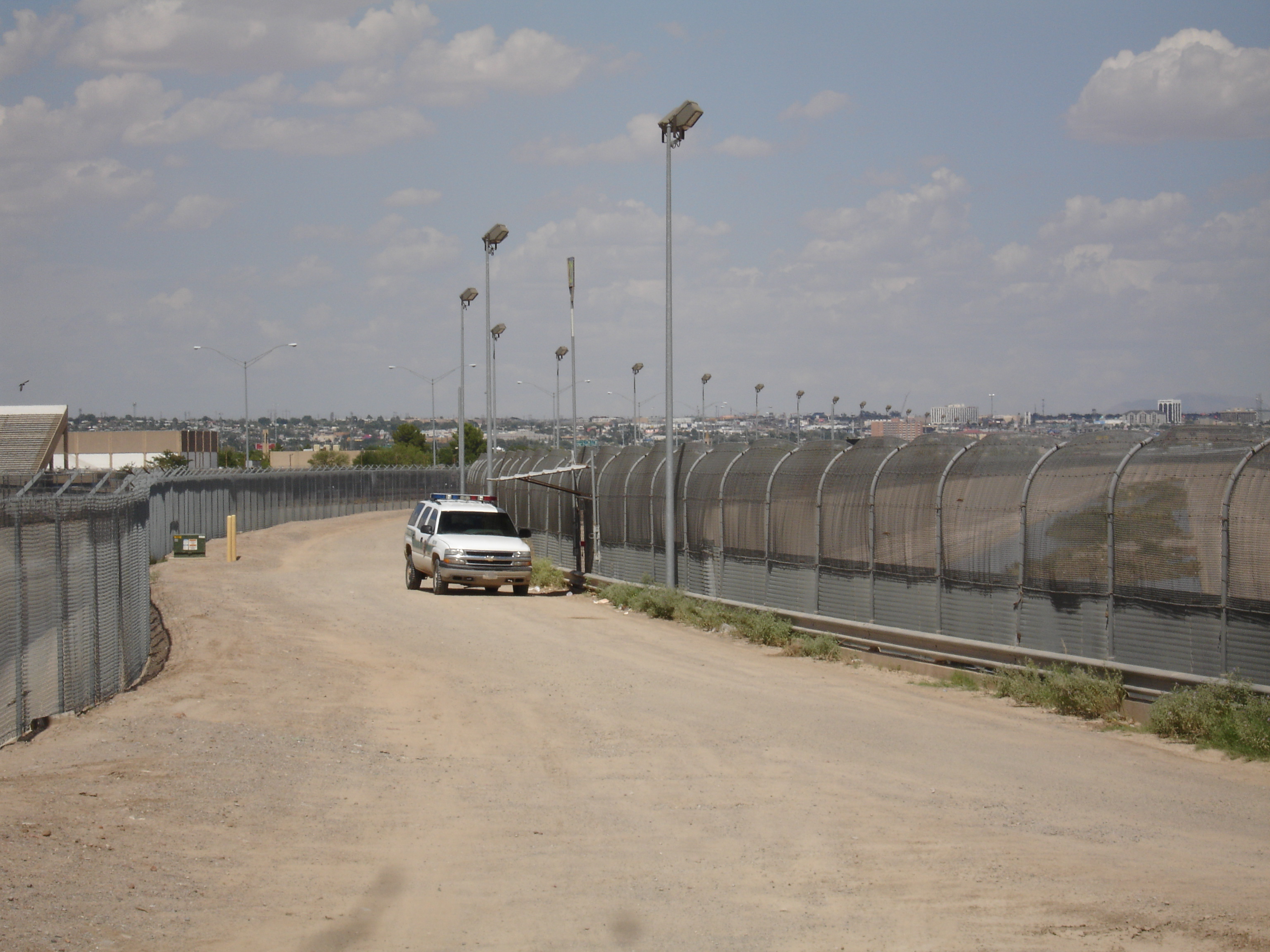
السياج الحدودي بين الولايات المتحدة والمكسيك بالقرب من إل باسو بولاية تكساس

شكل المكسيكيون 47% من المهاجرين غير الشرعيين في الولايات المتحدة في عام 2017. عادةً ما يدخل المكسيكيون إلى الولايات المتحدة بشكل غير قانوني، عن طريق التهريب، من قبل أفراد يشار إليهم باسم «الذئاب». تلقت المكسيك 18.1 مليار دولار أمريكي في عام 2005 وفقًا للبنك الدولي على شكل حوالات من أفراد في الولايات المتحدة. بنت الولايات المتحدة حاجزًا على حدودها مع المكسيك ردًا على تهريب الأشخاص والمخدرات غير المشروعة.
دخلت غالبية الأشخاص، التي تعبر من المكسيك، إلى الولايات المتحدة من أمريكا الوسطى في السنوات الأخيرة.

### الاتجار غير المشروع بالأسلحة
تُعد الولايات المتحدة أكبر مصدر للاتجار غير المشروع بالأسلحة بالنسبة للمكسيك. تأتي العديد من الأسلحة التي يمكن تتبعها من أسواق الأسلحة الأمريكية والمهرجانات التي لا تحتوي على لوائح للمشترين؛ وهناك تطابق جغرافي بين الأصل الأمريكي المفترض للأسلحة النارية والأماكن التي يُستولى فيها على هذه الأسلحة، وبشكل أساسي في ولايات شمال المكسيك. تُهرَّب معظم القنابل اليدوية وقاذفات الصواريخ عبر الحدود الغواتيمالية من أمريكا الوسطى. تأتي الأسلحة النارية القادمة إلى المكسيك من السوق المدنية الأمريكية. تُهرَّب معظم القنابل اليدوية وقاذفات الصواريخ عبر الحدود الغواتيمالية كبقايا من الصراعات السابقة لأمريكا الوسطى. تُهرَّب القنابل اليدوية أيضًا من الولايات المتحدة إلى المكسيك. تساعد حكومة الولايات المتحدة المكسيك بالتكنولوجيا والمعدات والتدريب في محاولة للسيطرة على تهريب الأسلحة النارية. كان مشروع غان رانر أحد هذه الجهود بين الولايات المتحدة والمكسيك للتعاون في تعقب الأسلحة المكسيكية التي تُصنَّع أو تُستورَد بشكل قانوني إلى الولايات المتحدة.
أُفيد في عام 2008 أن 90% من الأسلحة التي استولى عليها في المكسيك أو التي حُظِرت كانت من الولايات المتحدة. دحضت وزارة الأمن الداخلي الأمريكية وغيرها هذه الادعاءات، وأشارت إلى أن العينة المكسيكية المقدمة لتتبع مكتب الكحول والتبغ والأسلحة النارية والمتفجرات هي جزء من الأسلحة المضبوطة؛ والتي يبدو أنها صُنِعت في الولايات المتحدة أو استورِدت إلى الولايات المتحدة.
كشفت التقارير الرسمية للحكومة الأمريكية ومكتب الكحول والتبغ والأسلحة النارية والمتفجرات في عام 2015 عن تحسين الكارتلات المكسيكية على مدى السنوات الماضية من قوة أسلحتها النارية، وعن قدوم 70% من أسلحتها من الولايات المتحدة.

### إدارة ترامب
فاز دونالد ترامب في الانتخابات الرئاسية الأمريكية لعام 2016 بشكل جزئي بوعود حملته الانتخابية ببناء جدار حدودي مع المكسيك (جدار ترامب). ألغى الرئيس المكسيكي إنريكه بينيا نييتو زيارة مقررة للولايات المتحدة، وذلك بعد أن وقع ترامب على أمر تنفيذي في يناير عام 2017 يقضي ببناء الجدار. قال ترامب إن المكسيك ستدفع تكاليف بناء الجدار، لكنه لم يشرح كيف. رفضت المكسيك بدورها فكرة أي تمويل مكسيكي.
حدد بينيا نييتو عشرة أهداف سيسعى إلى تحقيقها في مفاوضات نافتا، ولاسيما حماية التدفق الحر للحوالات المالية، والتي تصل إلى حوالي 25 مليار دولار سنويًا. توصلت المكسيك والولايات المتحدة في أغسطس عام 2018 إلى اتفاق ثنائي بشأن اتفاق التجارة (نافتا) المعدل، ومن ضمنه أحكام لتعزيز إنتاج السيارات في الولايات المتحدة.
نصّبت المكسيك الرئيس أندريس مانويل لوبيس أوبرادور (المعروف باسم آملو) رئيسًا لها في 1 ديسمبر عام 2018.
أدى الوعد ببرنامج لجوء مكسيكي أكثر صرامة، وتشديد الإجراءات الأمنية لإبطاء حركة المهاجرين غير الشرعيين إلى الولايات المتحدة في يونيو عام 2019 إلى تفادي حرب جمركية محتملة بين البلدين. هددت الولايات المتحدة بفرض رسوم جمركية بنسبة 5% على جميع السلع المكسيكية.
أغلقت المكسيك مصنعًا تديره شركة أمريكية في أبريل عام 2020 لرفضها بيع أجهزة التنفس للمستشفيات المكسيكية أثناء جائحة فيروس كورونا. فتحت الشركة مصنعها بحجة أنها قدمت خدمة «أساسية» عند إغلاق معظم المصانع غير الأساسية. أمر حاكم ولاية باها كاليفورنيا جايمي بونيلا فالديز بإغلاق المصنع بسبب عدم تقديمه أي خدمة أساسية للمكسيكيين؛ وقال إن الشركة اتصلت بوزير العلاقات الخارجية المكسيكي والسفير الأمريكي لمنع أمر الإغلاق لكنه لم يخضع للضغوط.
زار الرئيس لوبيس أوبرادور واشنطن العاصمة في 7 يوليو عام عام 2020، والتقى بترامب لتوقيع اتفاقية التجارة بين الولايات المتحدة والمكسيك وكندا.
وجهت العديد من جماعات حقوق الإنسان في أواخر عام 2020 الاتهامات إلى إحدى السجون الخاصة لاحتجاز المهاجرين في الولايات المتحدة في جورجيا بتعقيم النساء. زعمت التقارير أن طبيبًا أجرى إجراءات طبية غير مصرح بها على سيدات احتجزتهن وكالة إنفاذ قوانين الهجرة والجمارك. قدمت أكثر من 40 امرأة شهادات خطية لتوثيق هذه الانتهاكات. قالت جامعة تورنتو وملتقى جاست سيكيوريتي التابع لكلية الحقوق بجامعة نيويورك إن هذه المعاملة شكلت انتهاكًا لحقوق الإنسان والإبادة الجماعية وفقًا للأمم المتحدة، وأن الولايات المتحدة تتحمل مسؤولية التعقيم الإجباري. طالبت المكسيك السلطات الأمريكية في سبتمبر عام 2020 بمزيد من المعلومات حول الإجراءات التي طُبِّقت على المهاجرين في هذه المرافق، وذلك بعد مزاعم حول تعقيم ست نساء مكسيكيات دون موافقتهن. قالت امرأة أخرى إنها خضعت لعملية جراحية نسائية، وذلك على الرغم من عدم موافقتها حينها على الإجراء.
اعتقل مسؤولون أمريكيون وزير الدفاع الوطني المتقاعد سلفادور سيينفويغوس في مطار لوس أنجلوس الدولي في أكتوبر عام 2020 بتهم مزعومة تتعلق بالمخدرات وغسيل الأموال. أثار اعتقال الجنرال سيينفويغوس غضب الرئيس أوبرادور، الذي كان غاضبًا بشكل خاص لعدم إبلاغ المسؤولين المكسيكيين بالتحقيق مع الجنرال. خرج سيينفويغوس من جميع التهم ببراءة في 14 يناير عام 2021؛ وقال أوبرادور إن الاتهامات الموجهة إليه ذات دوافع سياسية. هددت الولايات المتحدة بإعادة بدء محاكمتها إذا لم تحاكمه المكسيك.
أكدت إدارة بايدن أنها لن تشارك لقاحات فيروس كورونا مع المكسيك في شهر مارس؛ وذلك وفقًا للناطق الرسمي باسم البيت الأبيض جينيفير بساكي قبل أول اجتماع ثنائي لبايدن مع الرئيس المكسيكي أندريس مانويل لوبيس أوبرادور. «أوضح الرئيس أنه يركز على ضمان إتاحة اللقاحات لكل أمريكي». سعت المكسيك إلى مزيد من التعاون مع الولايات المتحدة منذ تولي بايدن منصبه لزيادة وصول المكسيك إلى إمدادات لقاح فيروس كورونا.

## مقارنة بين البلدين
هذه مقارنة عامة ومرجعية للدولتين:
| وجه المقارنة                                              | المكسيك                                                                               | الولايات المتحدة                                                                                                  |
| --------------------------------------------------------- | ------------------------------------------------------------------------------------- | --- |
| المساحة (كم2)                                             | 1.97 مليون                                                                            | 9.83 مليون |
| عدد السكان (نسمة)                                         | 130.53 مليون                                                                          | 311.58 مليون |
| الكثافة السكانية (ن./كم²)                                 | 66.26                                                                                 | 31.7 |
| العاصمة                                                   | مدينة مكسيكو                                                                          | واشنطن العاصمة |
| اللغة الرسمية                                             | اللغة الإسبانية                                                                       | لغة إنجليزية |
| العملة                                                    | بيزو مكسيكي                                                                           | دولار أمريكي |
| الناتج المحلي الإجمالي (بليون دولار)                      | 1.15 تريليون                                                                          | 19.39 تريليون |
| الناتج المحلي الإجمالي (تعادل القوة الشرائية) بليون دولار | 2.16 تريليون                                                                          | 18.04 تريليون |
| الناتج المحلي الإجمالي الاسمي للفرد دولار أمريكي          | 9.01 ألف                                                                              | 56.12 ألف |
| الناتج المحلي الإجمالي للفرد دولار أمريكي                 | 17.32 ألف                                                                             | 54.63 ألف |
| مؤشر التنمية البشرية                                      | 0.756                                                                                 | 0.920 |
| رمز المكالمات الدولي                                      | +52                                                                                   | +1 |
| رمز الإنترنت                                              | .mx                                                                                   | .us، حكومة، .mil، Edu.                                                                                            |
| المنطقة الزمنية                                           | منطقة زمنية وسطى، المنطقة الزمنية الجبلية، زمن منطقة المحيط الهادئ، منطقة زمنية شرقية | توقيت ساموا الأمريكية، توقيت أطلنطي موحد، منطقة زمنية وسطى، توقيت ألاسكا ‏، المنطقة الزمنية الجبلية، توقيت تشامرو ‏ |

## مدن متوأمة
في ما يلي قائمة باتفاقيات التوأمة بين مدن مكسيكية وأمريكية:
- ترتبط مانزانيلو مع سانت بول باتفاقية توأمة.
- ترتبط ماتاموروس مع براونزفيل باتفاقية توأمة.
- ترتبط لوس موتشيس مع شيكاغو باتفاقية توأمة.
- ترتبط ليون مع سان دييغو باتفاقية توأمة منذ 1969.
- ترتبط سان بيدرو جارزا غارسيا مع جزيرة ساوث بادري باتفاقية توأمة.
- ترتبط تشيلبانسينغو مع بليسانت هيل باتفاقية توأمة.
- ترتبط مدينة بويبلا مع أوكلاهوما سيتي باتفاقية توأمة منذ 2010.
- ترتبط باتشوكا مع ليتل روك باتفاقية توأمة.
- ترتبط تامبيكو مع هيوستن باتفاقية توأمة.
- ترتبط فيلاهيرموسا مع سان بيرناردينو باتفاقية توأمة.
- ترتبط سيوداد خواريز مع سان دييغو باتفاقية توأمة.
- ترتبط مدينة فيراكروز مع سان خوسيه باتفاقية توأمة.
- ترتبط سالتيو مع لانسنغ باتفاقية توأمة.
- ترتبط موريليا مع ياكيما باتفاقية توأمة.
- ترتبط مدينة كوليما مع ريدوود باتفاقية توأمة.
- ترتبط أكابولكو مع ماكالين باتفاقية توأمة منذ 2011.[60][60][61][61]
- ترتبط سان ميغيل دي الليندي مع سانتا فيه باتفاقية توأمة.
- ترتبط تيكاتي مع ناشيونال سيتي باتفاقية توأمة.
- ترتبط غواناخواتو مع ساليناس باتفاقية توأمة منذ 1990.[62][62][62][63]
- ترتبط سيوداد أوبريجون مع توسان باتفاقية توأمة.
- ترتبط Guamúchil [الإنجليزية]‏ مع أونتاريو باتفاقية توأمة.
- ترتبط سان نيكولاس دي لوس غارزا مع كانساس سيتي باتفاقية توأمة منذ 1997.
- ترتبط توريون مع سان أنطونيو باتفاقية توأمة منذ 2007.[64][64][64][64]
- ترتبط إنسينادا مع ريفرسايد باتفاقية توأمة.
- ترتبط غوادالوبي، نويفو ليون مع ماكالين باتفاقية توأمة.
- ترتبط كامبيتشي مع لاريدو باتفاقية توأمة.
- ترتبط تبيك مع باراموونت باتفاقية توأمة.
- ترتبط تيخوانا مع سان دييغو باتفاقية توأمة منذ 1993.
- ترتبط Mocorito [الإنجليزية]‏ مع أونتاريو باتفاقية توأمة.
- ترتبط مدينة سان لويس بوتوسي مع سانت لويس باتفاقية توأمة.
- ترتبط Metepec, State of Mexico [الإنجليزية]‏ مع فار باتفاقية توأمة.
- ترتبط Aguililla [الإنجليزية]‏ مع ريدوود باتفاقية توأمة.
- ترتبط تولوكا مع فورت وورث باتفاقية توأمة.
- ترتبط لا باز مع ريدوندو بيتش باتفاقية توأمة.
- ترتبط اوريزابا مع بورتسموث باتفاقية توأمة.
- ترتبط تلانيبانتلا دي باز مع ويتشيتا باتفاقية توأمة.[65]
- ترتبط Parral, Chihuahua [الإنجليزية]‏ مع سانتا فيه باتفاقية توأمة.
- ترتبط ناوكالبان دي خواريز مع دي موين باتفاقية توأمة.
- ترتبط غوادالاخارا مع سان أنطونيو باتفاقية توأمة منذ 20 أكتوبر 1980.
- ترتبط مازاتلان مع سياتل باتفاقية توأمة.
- ترتبط ثيوداد جوثمان مع لونغمونت باتفاقية توأمة.
- ترتبط Cananea [الإنجليزية]‏ مع سييرا فيستا باتفاقية توأمة.
- ترتبط ماردة مع ميامي باتفاقية توأمة.[66][66][66][66]
- ترتبط تشيهواهوا مع مدلاند باتفاقية توأمة منذ 1970.[67][68][69][70]
- ترتبط نويفو كاساس غرانديس مع كولورادو سبرينغس باتفاقية توأمة.
- ترتبط  مع كاليكسيكو باتفاقية توأمة منذ 2014.[71]
- ترتبط كويرنافاكا مع دنفر باتفاقية توأمة.
- ترتبط Tlalnepantla, Morelos [الإنجليزية]‏ مع ويتشيتا باتفاقية توأمة.
- ترتبط مدينة أغواسكاليينتس مع موديستو باتفاقية توأمة.
- ترتبط كواوتلا [الإنجليزية]‏ مع ريفرسايد باتفاقية توأمة.
- ترتبط Coyoacán [الإنجليزية]‏ مع مقاطعة أرلنغتون باتفاقية توأمة.
- ترتبط كابو سان لوكاس مع شاطئ نيوبورت باتفاقية توأمة.
- ترتبط إيرابواتو مع هيوستن باتفاقية توأمة.
- ترتبط خالابا مع أوماها باتفاقية توأمة.
- ترتبط زاكاتيكاس مع إل باسو باتفاقية توأمة.
- ترتبط La Piedad  [لغات أخرى]‏ مع ووودلاند باتفاقية توأمة.
- ترتبط Tlalnepantla  [لغات أخرى]‏ مع ويتشيتا باتفاقية توأمة.[65]
- ترتبط Benito Juárez Municipality, Quintana Roo [الإنجليزية]‏ مع ويتشيتا باتفاقية توأمة.[72][72][72][72]
- ترتبط دولوريس إيدالغو مع ليكسينغتون باتفاقية توأمة منذ 1 سبتمبر 2008.
- ترتبط Salvatierra, Guanajuato [الإنجليزية]‏ مع إرويندالي باتفاقية توأمة.
- ترتبط Talpa de Allende [الإنجليزية]‏ مع لينووود باتفاقية توأمة منذ 1998.
- ترتبط إمبالمي مع ستوكتون باتفاقية توأمة.
- ترتبط ارموسييو سونورا مع فينيكس باتفاقية توأمة.
- ترتبط أوخاكا مع بالو ألتو باتفاقية توأمة.
- ترتبط Cadereyta Jiménez [الإنجليزية]‏ مع ماكالين باتفاقية توأمة.
- ترتبط مدينة كيريتارو مع بيكرسفيلد باتفاقية توأمة.
- ترتبط Xalisco, Nayarit  [لغات أخرى]‏ مع تاوس باتفاقية توأمة.
- ترتبط بلدية لوريتو مع هيرموسا بيتش باتفاقية توأمة.
- ترتبط San Martín de Hidalgo [الإنجليزية]‏ مع مورغان هيل باتفاقية توأمة.
- ترتبط كانكون مع فار باتفاقية توأمة.[72][72][72][72]
- ترتبط ماردة [الإنجليزية]‏ مع ميامي باتفاقية توأمة.[66][66][66][66]
- ترتبط مدينة مكسيكو مع هيوستن باتفاقية توأمة منذ 1996.[73][74][75][76]
- ترتبط سابوبان مع ساغيناو باتفاقية توأمة.
- ترتبط بويرتو فالارتا مع سانتا باربارا باتفاقية توأمة.
- ترتبط مونتيري مع سان أنطونيو باتفاقية توأمة منذ 1993.

## منظمات دولية مشتركة
يشترك البلدان في عضوية مجموعة من المنظمات الدولية، منها:
| علم المنظمة | اسم المنظمة                                      | تاريخ انضمام المكسيك | تاريخ انضمام الولايات المتحدة |
| ----------- | ------------------------------------------------ | -------------------- | ----------------------------- |
|             | وكالة ضمان الاستثمار متعدد الأطراف               | 1 يوليو 2009         | 12 أبريل 1988                 |
|             | نافتا                                            | ?                    | ?                             |
|             | الاتحاد الدولي للاتصالات                         | 1 يوليو 1908         | 1 يوليو 1908                  |
|             | يونسكو                                           | 4 نوفمبر 1946        | 4 نوفمبر 1946                 |
|             | الأمم المتحدة                                    | 7 نوفمبر 1945        | 24 أكتوبر 1945                |
|             | مؤسسة التمويل الدولية                            | 20 يوليو 1956        | 20 يوليو 1956                 |
|             | منظمة الشرطة الجنائية الدولية                    | ?                    | ?                             |
|             | الاتحاد البريدي العالمي                          | ?                    | ?                             |
|             | منظمة حظر الأسلحة الكيميائية                     | ?                    | ?                             |
|             | مجموعة أستراليا                                  | 2013                 | 1985                          |
|             | منظمة التجارة العالمية                           | 1995                 | ?                             |
|             | مجموعة الموردين النوويين                         | ?                    | ?                             |
|             | منظمة التعاون الاقتصادي والتنمية                 | ?                    | ?                             |
|             | البنك الدولي للإنشاء والتعمير                    | 31 ديسمبر 1945       | 27 ديسمبر 1945                |
|             | منتدى التعاون الاقتصادي لدول آسيا والمحيط الهادئ | 17 نوفمبر 1993       | 6 نوفمبر 1989                 |
|             | مؤسسة التنمية الدولية                            | 24 أبريل 1961        | 24 سبتمبر 1960                |
|             | المنظمة الهيدروغرافية الدولية                    | ?                    | ?                             |
|             | مجموعة العشرين                                   | ?                    | ?                             |
|             | الفريق المعني برصد الأرض                         | ?                    | ?                             |

## أعلام
هذه قائمة لبعض الشخصيات التي تربطها علاقات بالبلدين:
- ألكسيس بلدل (ممثلة أمريكية، 16 سبتمبر 1981 – )
- إدوارد جيمس أولموس (ممثل ومخرج أمريكي، 24 فبراير 1947[87][88][89] – )
- برونو مارس (8 أكتوبر 1988[90] – )
- جوليا لوي دريفوس (ممثلة كوميدية أمريكية مواليد 1961، 13 يناير 1961[91][92] – )
- ذا غيم (29 نوفمبر 1979[93] – )
- روبرت تروهيو (23 أكتوبر 1964[94] – )
- روبرت رودريغيز (20 يونيو 1968[95][96][97] – )
- ري ميستيريو (مصارع محترف من الولايات المتحدة الأمريكية، 11 ديسمبر 1974 – )
- ريبيكا بلاك (مغنية من الولايات المتحدة الأمريكية، 21 يونيو 1997[98] – )
- سيلينا غوميز (مغنية وممثلة أمريكية، 22 يوليو 1992[99] – )
- فيسينتي فوكس (رئيس مكسيكي سابق، 2 يوليو 1942[100][101] – )
- كارلوس منسيا (22 أكتوبر 1967 – )
- كاميلا كابيو (مغنية أمريكية، 3 مارس 1997 – )
- لويس سي.كي. (12 سبتمبر 1967 – )
- ليلى داونز (19 سبتمبر 1968[102] – )

## وصلات خارجية
- موقع وزارة الخارجية المكسيكية
- موقع وزارة الخارجية الأمريكية